# 차라리 죽여
"차라리 죽여"은 2025년 2월 26일에 개봉한 대한민국의 코미디 영화이다. 

## 주요내용
평화롭던 외딴 마을, 예상치 못한 아찔한 사건들이 시작된다!
분주한 도시를 떠나 외딴 농촌 마을로 이사 오게 된 언니 선영과 무념무상 동생 지영. 마을의 행복과 번영을 위해 불철주야 동네를 지키는 청년회장 대근과 마을이장 봉삼은 조용했던 마을의 화끈함을 더해준 두 자매에게 빠지게 된다. 그들뿐만 아니라 그녀들을 탐닉하는 수상한 남자 그리고 동네를 떠들썩 이게 만든 지명수배범까지! 이 남자, 저 남자, 마을의 여러 남자들은 욕망이란 미친 함정에 걸려들게 되 버린 것. 마침내 방문하게 되는 두 자매의 집에는 상상도 할 수 없는 일이 일어나고 마는데...  

## 제작진

### 제작사
㈜빈스필름 BEANS FILM 

### 배급
- 영화로운 형제

### 감독
- 김상훈

### 주연
- 김주은 : 선영 역
- 김도연 :
- 안정균
- 김기두

### 조연
- 반민정